# Destination Anywhere
Destination Anywhere è il secondo album da solista del cantante statunitense Jon Bon Jovi, uscito nel 1997.

## Descrizione
Gli unici membri della band a partecipare alla registrazione dell'album sono stati il tastierista David Bryan e il bassista Hugh McDonald, anche se il coautore di canzoni come Livin' on a Prayer, Desmond Child, è uno dei produttori e suona la tuba in alcune canzoni. L'album è rimasto per due settimane in testa alla classifica degli album più venduti in Europa. Di questo album viene girato anche un film, dall'omonimo titolo, diretto da Mark Pellington in cui Jon recita al fianco di stars come Demi Moore, Kevin Bacon e Whoopi Goldberg.

## Tracce
1. "Queen of New Orleans" – 4:32  (Jon Bon Jovi/Dave Stewart)
2. "Janie, Don't Take Your Love to Town" – 5:18  (Jon Bon Jovi)
3. "Midnight in Chelsea" – 4:58  (Jon Bon Jovi/Dave Stewart)
4. "Ugly" – 3:22  (Jon Bon Jovi/Eric Bazilian)
5. "Staring at Your Window with a Suitcase in My Hand" – 4:26  (Jon Bon Jovi)
6. "Every Word Was a Piece of My Heart" – 5:15  (Jon Bon Jovi)
7. "It's Just Me" – 6:44  (Jon Bon Jovi)
8. "Destination Anywhere" – 4:55  (Jon Bon Jovi)
9. "Learning How to Fall" – 4:03  (Jon Bon Jovi)
10. "Naked" – 4:42  (Jon Bon Jovi/Greg Wells/Mark Hudson)
11. "Little City" – 4:56  (Jon Bon Jovi)
12. "August 7, 4:15" – 4:57  (Jon Bon Jovi)
13. "Cold Hard Heart (Demo Version)" – 4:42  (Jon Bon Jovi)
14. "I Talk to Jesus"  (Jon Bon Jovi) – 5:12  Bonus track inclusa nella versione giapponese
15. "Sad Song Night"  (Jon Bon Jovi/Desmond Child/Eric Bazilian) – 3:50  Bonus track inclusa nella versione francese
16. "Miro A Tu Ventana" (Jon Bon Jovi) - 4:26 Bonus track inclusa nella versione spagnola e sudamericana

## Formazione
- Jon Bon Jovi: Voce, chitarra acustica e elettrica, armonica, piano
- Steve Lironi: Chitarra acustica e elettrica, tastiere, sintetizzatore, programming loops
- Bobby Bandiera: Chitarra elettrica, slide guitar
- Lance Quinn, Eric Bazilian, Dave Stewart, Aldo Nova: Chitarra
- Kurt Johnston: Chitarra resofonica
- David Bryan: Fisarmonica, piano
- Desmond Child: Tuba
- Guy Davis: Piano, organo Hammond B-3
- Rob Hyman: Piano Wurlitzer
- Jerry Cohen: Organo, tastiere
- Alex Silva: Tastiere, programming
- Terry Disley & Imogen Heap: Tastiere
- Hugh McDonald: Basso
- Kenny Aronoff: Batteria
- Andy Wright & Paul Taylor: Programming
- Maxayne Lewis, Alexandra Brown, Zhana Saunders, Brigitte Bryant, Mark Hudson, Dean Fasano, Mardette Lynch & Helena Christensen: Cori

## Classifiche
| Classifica (1997) | Posizione massima |
| ----------------- | ----------------- |
| Australia         | 4                 |
| Austria           | 1                 |
| Belgio (Fiandre)  | 6                 |
| Belgio (Vallonia) | 21                |
| Canada            | 6                 |
| Europa            | 1                 |
| Finlandia         | 2                 |
| Francia           | 15                |
| Germania          | 1                 |
| Giappone          | 3                 |
| Irlanda           | 9                 |
| Italia            | 6                 |
| Norvegia          | 15                |
| Nuova Zelanda     | 34                |
| Paesi Bassi       | 4                 |
| Portogallo        | 5                 |
| Regno Unito       | 2                 |
| Spagna            | 1                 |
| Stati Uniti       | 31                |
| Svezia            | 7                 |
| Svizzera          | 1                 |